# Yan Couto
Yan Bueno Couto (sinh ngày 3 tháng 6 năm 2002) là một cầu thủ bóng đá chuyên nghiệp người Brasil hiện đang thi đấu ở vị trí hậu vệ biên phải, hậu vệ cánh tấn công phải hoặc tiền vệ cánh phải cho câu lạc bộ Borussia Dortmund tại Bundesliga dưới dạng cho mượn từ câu lạc bộ Manchester City tại Premier League và Đội tuyển bóng đá quốc gia Brasil.

## Sự nghiệp câu lạc bộ

### Coritiba
Sinh ra tại Curitiba, bang Paraná, Couto gia nhập đội trẻ Coritiba vào năm 2012 khi mới mười tuổi. Vào năm 2019, anh đã được tờ báo Anh The Guardian đưa vào danh sách "Next Generation 2019" (dịch tạm là "Thế hệ tiếp theo năm 2019") với tư cách là một trong 60 tài năng trẻ xuất sắc nhất thế giới.
Sau khi được thăng hạng lên đội một cho mùa giải 2020, Couto đã có trận ra mắt đội một vào ngày 21 tháng 2 khi vào sân thay Patrick Vieira bị thương trong hiệp một trong chiến thắng 2–0 trên sân nhà trước Cianorte tại Campeonato Paranaense.

### Manchester City
Vào ngày 1 tháng 3 năm 2020, Couto đã đồng ý ký hợp đồng 5 năm có hiệu lực từ ngày 1 tháng 7 với câu lạc bộ Manchester City tại Premier League. Vào ngày 25 tháng 9, anh gia nhập Girona ở Segunda División theo dạng cho mượn trong một mùa giải.
Couto được Pep Guardiola điền vào danh sách cầu thủ dự bị trong trận thua 1–0 của City trước Leicester City tại Sân vận động Wembley trong trận FA Community Shield 2021. Đây là lần duy nhất anh có mặt ở đội một cho câu lạc bộ cho đến nay.

#### Cho mượn tại Braga
Couto đã thi đấu trong mùa giải 2021–22 theo dạng cho mượn tại câu lạc bộ Bồ Đào Nha Braga.

#### Cho mượn tại Girona
Vào ngày 25 tháng 7 năm 2022, Couto trở lại câu lạc bộ Girona theo hợp đồng cho mượn một năm. Vào ngày 14 tháng 7 năm 2023, Couto trở lại Girona lần thứ ba và ký hợp đồng cho mượn cho đến hết mùa giải 2023–24.

#### Cho mượn tại Borussia Dortmund
Vào ngày 3 tháng 8 năm 2024, Couto gia nhập câu lạc bộ Borussia Dortmund tại Bundesliga theo dạng cho mượn trong mùa giải 2024–25 với mức phí là 30 triệu euro kèm theo điều khoản mua đứt có thể được tự động kích hoạt tùy theo các tiêu chí thi đấu nhất định. Anh lập một pha kiến tạo trong trận ra mắt đầu tiên cho BVB trong trận chiến thắng của đội trước Phönix Lübeck tại vòng 1 của DFB-Pokal.

## Sự nghiệp quốc tế
Couto là cầu thủ xuất phát thường xuyên của Đội tuyển bóng đá U-17 quốc gia Brazil khi chơi 20 trận và ghi một bàn trước khi được đưa vào đội hình 23 người tham dự Giải vô địch bóng đá U-17 thế giới 2019.
Yan Couto được triệu tập lần đầu tiên vào đội tuyển quốc gia vào ngày 6 tháng 10 năm 2023 khi thay thế cho Vanderson bị thương trong các trận đấu vòng loại Giải vô địch bóng đá thế giới 2026 gặp Venezuela và Uruguay vào các ngày 12 và 17 tháng 10.

## Thống kê sự nghiệp

### Câu lạc bộ
Tính đến 24 tháng 5 năm 2024
| Câu lạc bộ               | Mùa giải            | Giải vô địch        | Giải vô địch | Giải vô địch | Giải vô địch tiểu bang | Giải vô địch tiểu bang | Cúp quốc gia | Cúp quốc gia | Cúp Liên đoàn | Cúp Liên đoàn | Châu lục | Châu lục | Khác | Khác | Tổng cộng | Tổng cộng |
| Câu lạc bộ               | Mùa giải            | Hạng đấu            | Trận         | Bàn          | Trận                   | Bàn                    | Trận         | Bàn          | Trận          | Bàn           | Trận     | Bàn      | Trận | Bàn  | Trận      | Bàn       |
| ------------------------ | ------------------- | ------------------- | ------------ | ------------ | ---------------------- | ---------------------- | ------------ | ------------ | ------------- | ------------- | -------- | -------- | ---- | ---- | --------- | --------- |
| Coritiba                 | 2020                | Série A             | 0            | 0            | 2                      | 0                      | 0            | 0            | —             | —             | —        | —        | —    | —    | 2         | 0         |
| Manchester City          | 2020–21             | Premier League      | 0            | 0            | —                      | —                      | 0            | 0            | 0             | 0             | 0        | 0        | 0    | 0    | 0         | 0         |
| Girona (mượn)            | 2020–21             | Segunda División    | 22           | 1            | —                      | —                      | 3            | 0            | —             | —             | —        | —        | 4    | 1    | 29        | 2         |
| Braga (mượn)             | 2021–22             | Primeira Liga       | 28           | 1            | —                      | —                      | 3            | 0            | 2             | 0             | 9        | 0        | —    | —    | 42        | 1         |
| Girona (mượn)            | 2022–23             | La Liga             | 25           | 1            | —                      | —                      | 1            | 0            | —             | —             | —        | —        | —    | —    | 26        | 1         |
| Girona (mượn)            | 2023–24             | La Liga             | 34           | 1            | —                      | —                      | 5            | 1            | —             | —             | —        | —        | —    | —    | 39        | 2         |
| Girona (mượn)            | Tổng cộng           | Tổng cộng           | 59           | 2            | —                      | —                      | 6            | 1            | —             | —             | —        | —        | —    | —    | 65        | 3         |
| Borussia Dortmund (mượn) | 2024–25             | Bundesliga          | 0            | 0            | —                      | —                      | 1            | 0            | —             | —             | 0        | 0        | —    | —    | 0         | 0         |
| Tổng cộng sự nghiệp      | Tổng cộng sự nghiệp | Tổng cộng sự nghiệp | 109          | 3            | 2                      | 0                      | 13           | 1            | 2             | 0             | 9        | 0        | 4    | 1    | 138       | 6         |

1. ↑  Bao gồm Campeonato Paranaense
2. ↑  Bao gồm Copa del Rey, Taça de Portugal và DFB-Pokal
3. ↑  Bao gồm Taça da Liga
4. ↑  Ra sân tại Play-off Segunda División
5. ↑  Ra sân tại UEFA Europa League
6. ↑  Ra sân tại UEFA Champions League

### Quốc tế
Tính đến 8 tháng 6 năm 2024
| Đội tuyển quốc gia | Năm       | Trận | Bàn |
| ------------------ | --------- | ---- | --- |
| Brasil             | 2023      | 2    | 0   |
| Brasil             | 2024      | 2    | 0   |
| Tổng cộng          | Tổng cộng | 4    | 0   |

## Danh hiệu

### Đội tuyển quốc gia
U-17 Brasil
- FIFA U-17 World Cup: 2019

### Cá nhân
- Cầu thủ U-23 La Liga của tháng: Tháng 12 năm 2023[14]